# Teofil Klemens Rybicki
Teofil Józef Klemens Rybicki (ur. 2 listopada 1805 w Pułtusku, zm. 20 stycznia 1859 w Warszawie) – polski nauczyciel, technolog, uczestnik powstania listopadowego.

## Życiorys
Był synem Wiktoryna, lekarza i Wiktorii z Kopytowskich, bratem Oktawiana Albina (1819–1852) również lekarza. Ukończył gimnazjum w Płocku, następnie studiował na Królewskim Uniwersytecie Warszawskim, gdzie w 
1826 uzyskał magisterium. W latach 1826–1830 był na stypendium rządu Królestwa Polskiego w Wiedniu, na Sorbonie, w College de France. W 1830 został mianowany profesorem ogólnej chemii technicznej Szkoły Przygotowawczej do Instytutu Politechnicznego. 
Wziął udział w powstaniu listopadowym w związku z czym do 1834 został pozbawiony praw wykonywania zawodu. Do 1852 uczył chemii i fizyki w różnych szkołach średnich. W 1850 został głównym egzaminatorem z zakresu nauk ścisłych.
Był ojcem Stanisława Teofila Rybickiego lekarza, powstańca styczniowego, społecznika.

## Wybrane publikacje
- O szkle wodnym i jego użyciu za środek przeciw nagłemu szerzeniu się ognia w budowlach,
- Wiadomości o ważniejszych i ciekawszych odkryciach, poczynionych w przemyśle na chemii opartym,
- Upominek rolniczo-przemysłowy, obejmujący wiadomości technologiczne o wełnie, o jej myciu, odtłuszczaniu, bieleniu i ważniejszych z niej wyrobach[1],
- Przepisy praktyczne robienia werniksów i pokostów,
- Zasady technologii chemicznej, obejmujące wiadomości treściwie zebrane o fabrykacji i użytkach ważniejszych produktów mineralnych[2][3].